# Miguel Cevasco
Miguel Cevasco (Lima, 27 de abril de 1986) es un exfutbolista peruano. Jugaba de centrocampista.

## Trayectoria
Comenzó su carrera en las divisiones menores de Universitario de Deportes desde los 14 años, luego se retiró pues tuvo un pequeño problema con el crecimiento el cual lo superó y retornó a las prácticas en Universitario de Deportes, en el año 2004 a los 18 años fue ascendido al primer equipo del club, llevando el número 15 en su camiseta. En 2009 fue contratado por el Hapoel Kiriat Shmona de Israel. Luego, por falta de oportunidades, tuvo que volver al Perú, siendo el Juan Aurich quien lo contrató.Actualmente es vicepresidente de club Soccer Lima F.C.(www.soccerlima.com) y director técnico de la escuela del mismo club.

## Selección nacional
Ha sido internacional con la selección de fútbol del Perú en 9 ocasiones y ha marcado 1 gol. Su debut se produjo el 22 de mayo de 2005 en un encuentro amistoso ante la selección de Japón, que finalizó con marcador de 1-0 a favor de los peruanos.

## Clubes
| Club                       | País   | Año         |
| -------------------------- | ------ | ----------- |
| Universitario de Deportes  | Perú   | 1999 - 2008 |
| Hapoel Kiriat Shmona       | Israel | 2009        |
| Juan Aurich                | Perú   | 2009 - 2010 |
| León de Huánuco            | Perú   | 2011        |
| José Gálvez                | Perú   | 2012 - 2013 |
| Univ. Técnica de Cajamarca | Perú   | 2014        |
| Sport Victoria             | Perú   | 2015        |

## Palmarés

### Campeonatos nacionales
| Título          | Club                      | País | Año  |
| --------------- | ------------------------- | ---- | ---- |
| Torneo Apertura | Universitario de Deportes | Perú | 2008 |
| Copa Federación | José Gálvez               | Perú | 2012 |

### Copas internacionales
| Título     | Equipo             | País | Año  |
| ---------- | ------------------ | ---- | ---- |
| Copa Kirin | Selección del Perú | Perú | 2005 |